# Кемер (Бурдур)
Кемер (тур. Kemer) — місто та район у провінції Бурдур (Туреччина).

## Історія
Люди жили в цих місцях з найдавніших часів. Місто входило до складу різних держав; в результаті воно потрапило до складу Османської імперії.